# Gastronomía de Eslovaquia

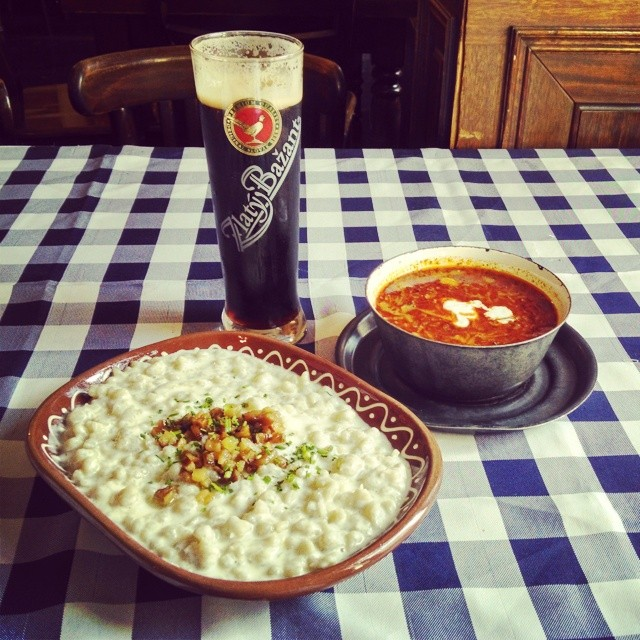
Bryndzové halušky (rellenos de papa con queso de leche de oveja), kapustnica (sopa de setas con chucrut) y cerveza negra de la marca Zlatý Bažant

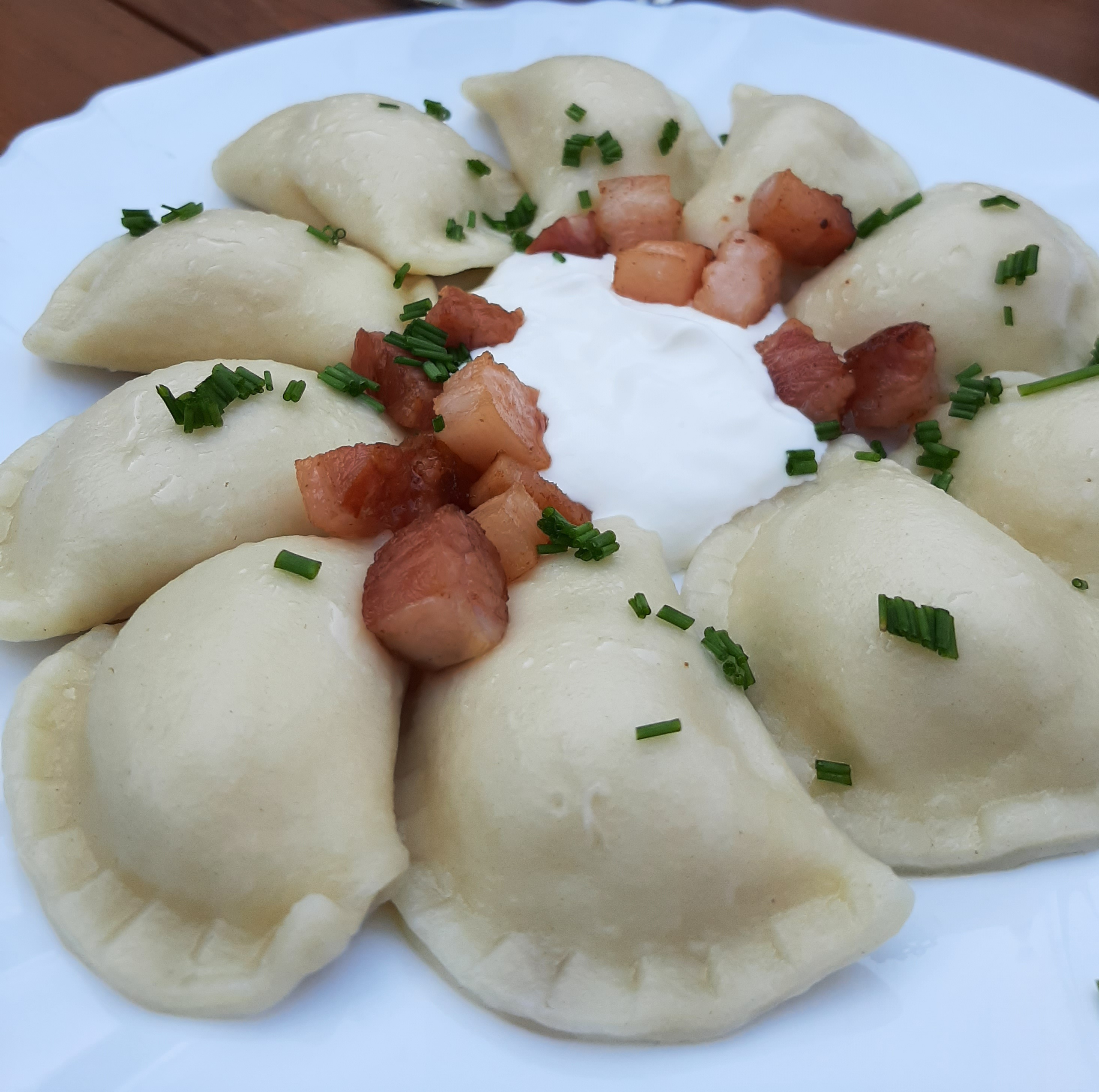
Bryndzové pirohy

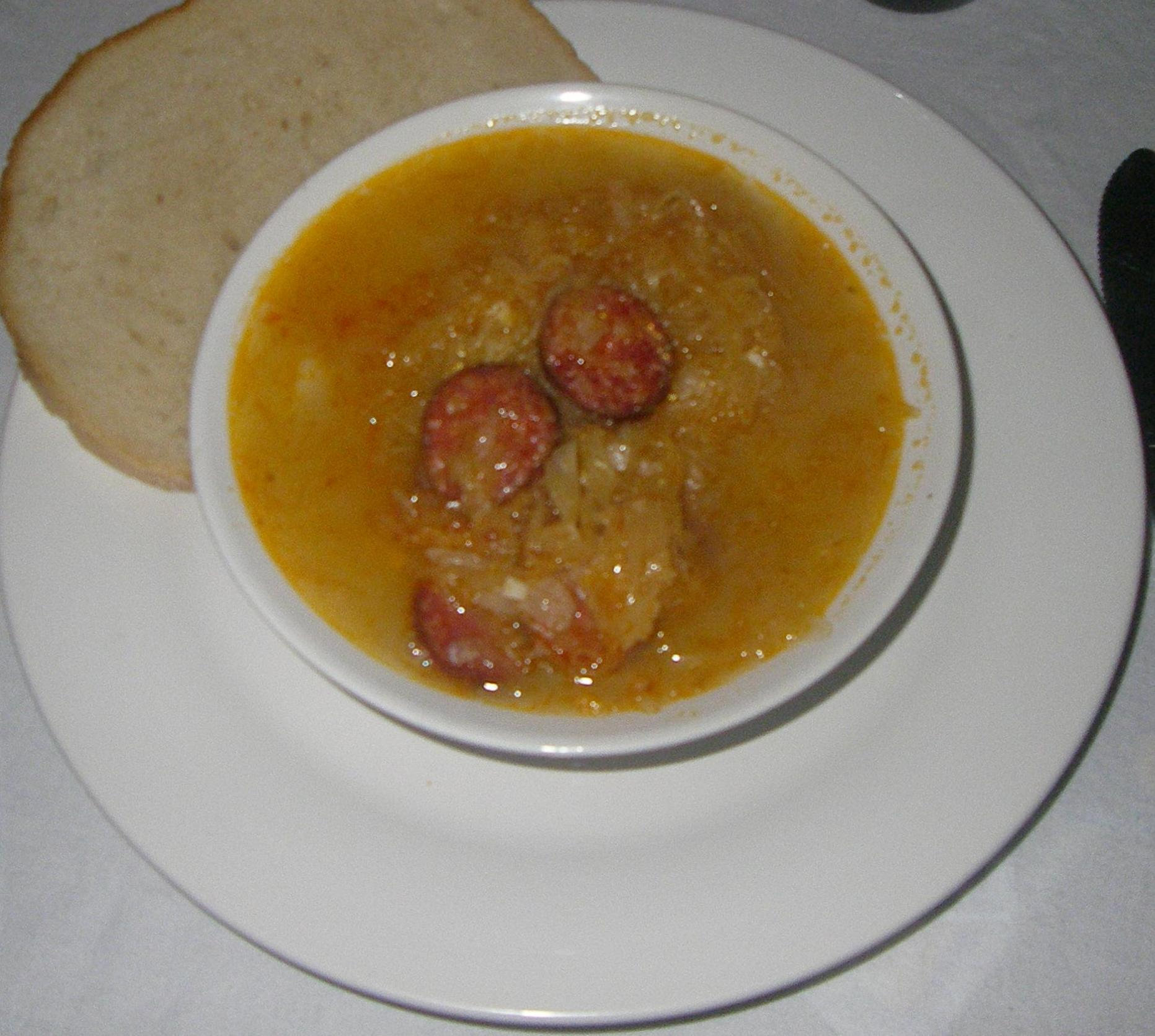
Kapustnica (sopa de chucrut con salchicha)

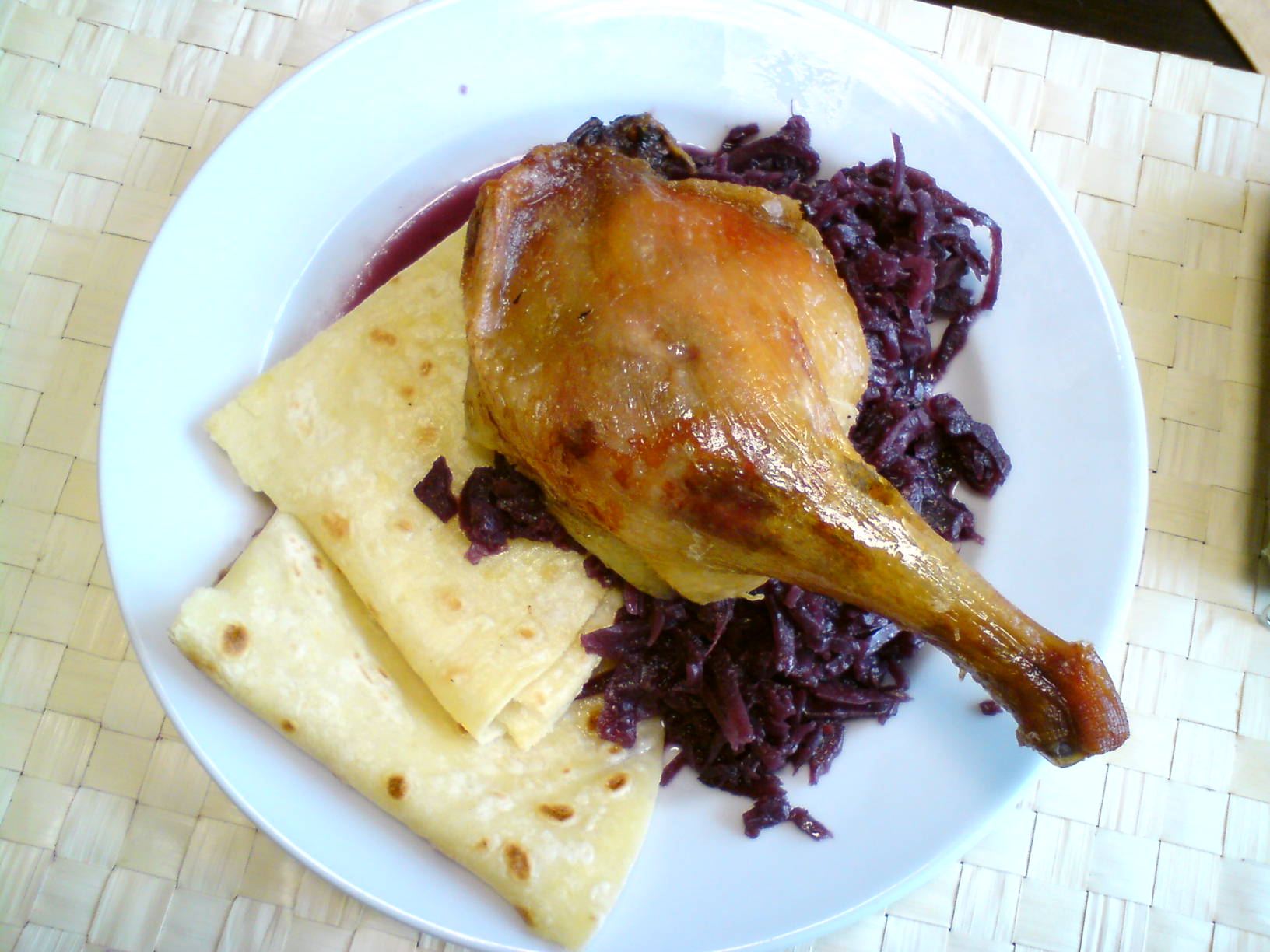
Pierna de pato asado con lokše grasiento y col lombarda estofada

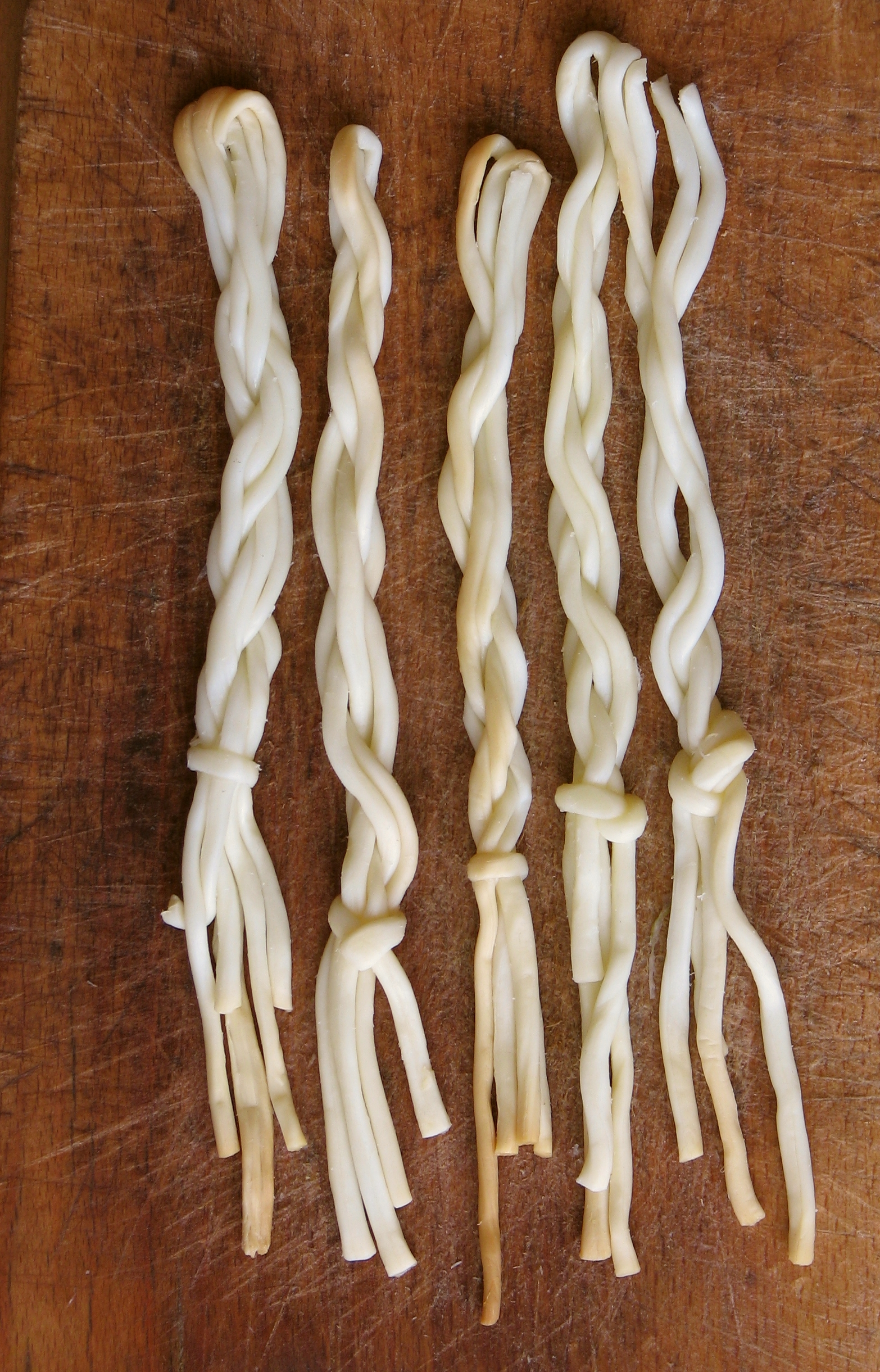
Korbáčiky ahumados

La gastronomía eslovaca es una de las más viejas de Europa. Tiene profundas raíces históricas. Está basada principalmente en carne de cerdo, harina, patata, col y productos lácteos. Actualmente, la cocina eslovaca tradicional tiene un excelente nivel, comparable con las grandes escuelas mundiales.

## Orígenes
La cocina eslovaca proviene de una región con condiciones características climatológicas severas donde por lo menos tres meses del año reina un intenso frío; esta es una de las razones de la preponderancia de la carne ahumada, patatas, col agria, productos lácteos y harinas, productos que pueden fácilmente perdurar o producirse todo el año sin importar el frío o las nevadas. De la misma manera, los antiguos eslovacos cosechaban la col durante el otoño, la rebanaban, la mezclaban con especias y hacían col agria, una poderosa fuente de vitamina C. La patata cosechada en octubre servía de alimento básico durante el invierno al igual que la leche de vaca fresca o agria. De pescado se consumía sobre todo la carpa.

## Platos

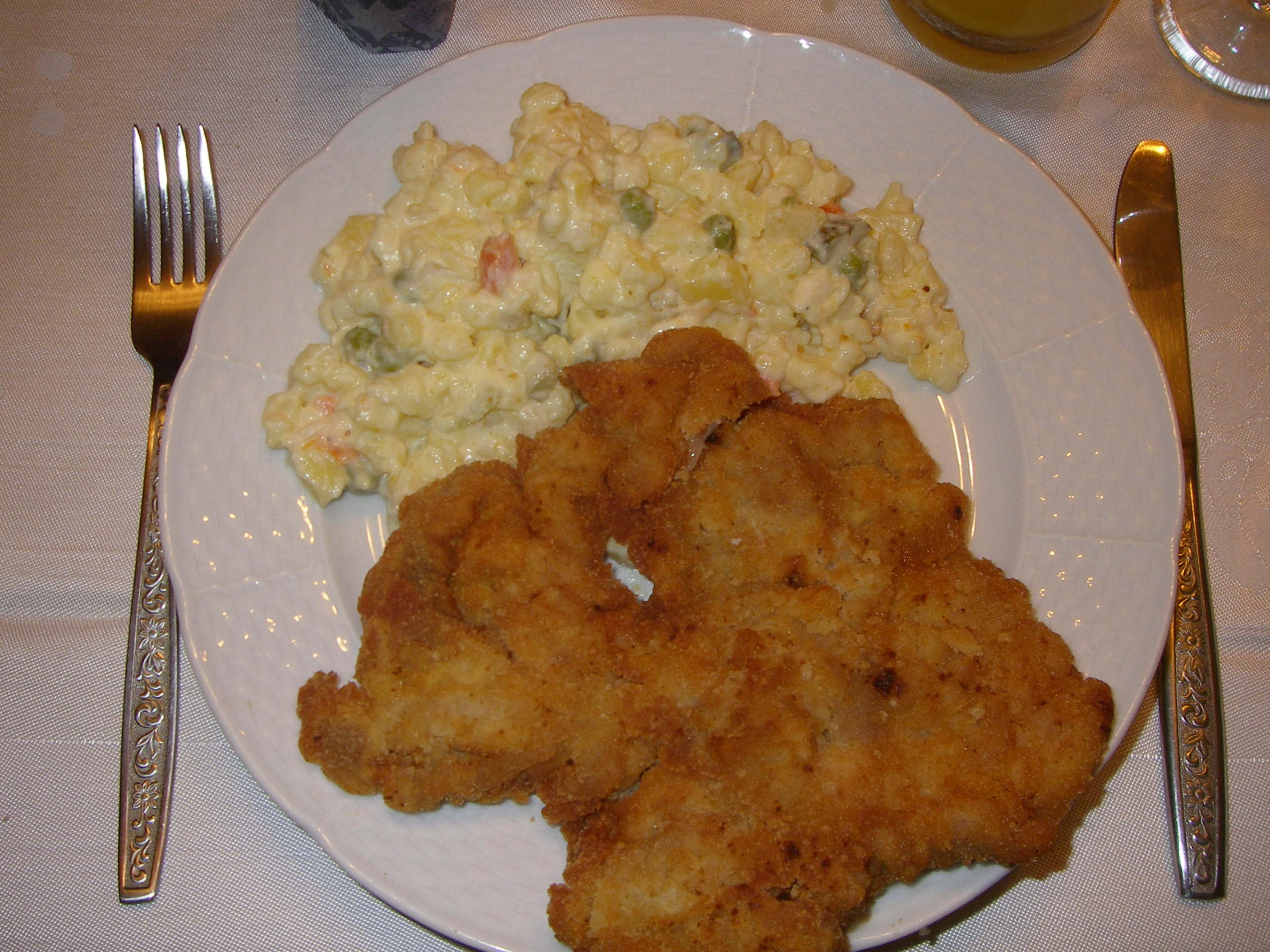
Kapor so zemiakovým šalátom (pescado y ensalada de papa con mahonesa y hortalizas)

La ensalada es un acompañante de la comida que nunca falta. Las más típicas son ensaladas de col blanca o roja, la ensalada de lechuga y la ensalada mixta de verduras con queso rallado. En los meses de invierno se sirve el chucrut (col agria) para acompañar el plato fuerte. Muchos platos con carne se acompañan de ensalada de patata «zemiakový šalát», hecha de patata cocida con su cáscara y luego pelada y cortada en cubitos, zanahoria, chicharros, cebolla, pepinillos, huevos cocidos y mahonesa.
La sopa de col agria «kapustnica» a base de carne ahumada, hongos, ciruelas secas, chorizo y un poco de harina y crema agria, es la más tradicional. Otras sopas típicas son la de pollo o de res (caldo) con fideo y la «gulášová», preparada de carne de res, cebolla, patatas y pimiento molida con mejorana.
En cuanto al plato fuerte se refiere, la cocina eslovaca es un poco grasienta, pues se utiliza mucho la manteca en su preparación. Una de las especialidades más típicas de la cocina eslovaca es la «halušky», una comida hecha de harina y patata (Gnocchi) que se sirven siempre con otros ingredientes más. Otros platillos populares son los «bryndzové halušky», elaborados con queso de oveja «bryndza» y trozos de tocino frito. Muy sabrosos e igual de populares son el «kapustové halušky», hechos con col cocida y tocino derretido. Existen innumerables variantes de estos platollos porque la cocina eslovaca tiene una gran cantidad de variaciones regionales.
Otro plato representativo de la cocina eslovaca es el «guláš», comida hecha con carne de res y cebolla con muchos ingredientes al que pimiento molido y la mejorana le dan un olor muy especial y característico. Muchos tipos de platos fuertes se consumen acompañados de «knedľa» – una pasta hecho de harina de trigo y levadura.
En cuanto al plato de cocina fria se refiere, en Eslovaquia se sirve un plato hecho con caldo de carne enfriado y servido con vinagre llamado «huspenina», rebanada de pan con grasa animal (a menudo de cerdo), cebolla picada, sal y pimienta o pimentón, «mastný chlieb s cibuľou», rebanadas de pan con ensalada, verduras, carnes, quesos, huevos duros, etc. llamadas «obložené chlebíčky», ensaladas «parížsky šalát» (ensalada parisina), «ruské vajce» (huevo a la rusa), «treska v majonéze» (bacalao en mayonesa), «vlašský šalát» (ensalada de carne o ensalada italiana), untable o ensalada «slonie žrádlo» (forraje para elefantes) y corte envuelto de arenque y verduras, en escabeche en salmuera agria llamado «zavináč» (arroba). Por lo general, «šunkové rolky s chrenom» (rollitos de jamón con rábano picante) se servían en bodas en los años 1980.
Los platos de comida rapída típicos en Eslovaquia son «cigánska pečienka» (asado gitano, una "hamburghesa eslovaca"), «vyprážaný syr» (queso frito), «chlieb vo vajci» (pan en huevo, tostada francesa salada) y «mastný chlieb s cibuľou» (pan con manteca de cerdo y cebolla).
La salsa típica para espagueti es la morca-della inventada por la fábrica de conservificio Tatrakon en Poprad.
La comida controvertida eslovaca es «kuracie prsia s broskyňou» (pechuga de pollo con durazno y queso con arroz y papas fritas). Durante el año 1990 la comida era muy popular en Eslovaquia, hoy en día es frecuente un objeto de burlas.

## Postres
El postre más típico son «palacinky» (crepes) o «lievance» (panqueques). Los platos dulce típicos que se sirve principalmente en los comedores escolares es «dukátové buchtičky», «ryžový nákyp» (pastel de arroz con leche), «zlaté halušky», «žemľovka» e «šúľance» (literalmente rodillos) con semillas de amapola. El paska (pan de pascua) es postre típico en el Eslovaquia Oriental y la comunidad judía.
- BB puding – budín de cacao con harina de galleta, anteriormente vendido como medicina
- krupicová kaša (gacha de sémola) –plato de sémola espolvoreada con cacao y azúcar y espolvoreada con mantequilla derretida
- opekance tiež bobaľky (en el Eslovaquia Oriental) alebo aj pupáky (Záhorie)
- parené buchty (literalmente bollos al vapor)
- slivkové gule – albóndigas de patata rellenas de ciruelas pasas típicas particularmente en Myjava
- šuhajda – postre festivo eslovaco sin hornear

### Pasteles de harina dolce

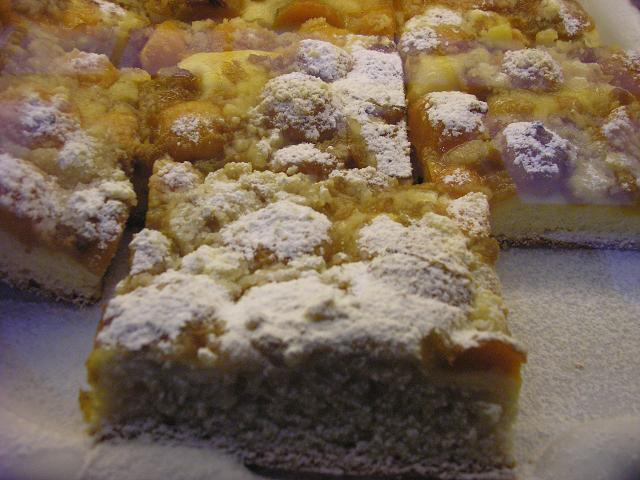
Pastel de albaricoque

Típicos de la cocina eslovaca son los strudels, los pasteles y bollos de masa fermentada y, más raramente, la «bábovka». Los típicos incluyen strudel y bollo. Aparte del consumo regular, los pasteles de harina se hornean con mayor frecuencia para Navidad y Pascua, e incluso varios tipos a la vez. Las semillas de amapola, las nueces y el requesón se usan a menudo para hornear.
- štrúdľa – strudel, principalmente manzana
  - orechovník – rollo de frutos secos
  - makovník – rollo de amapolla
  - tvarohovník – rollo de tvaroh
- bratislavské rožky (literalmente rollos de Bratislava) – "herraduras" dulce con relleno de amapola o nuez
- bublanina, postuco dulce frotada, en la que se colocan cerezas, guindas, melocotones u otro tipo de frutas
- bábovka
- Skalický trdelník – pastel horneado envuelto en un trdlo
- laskonky – macarunes
- perník – pan de jengibre
- mačacie oči (literalmente ojos de gato)
- medvedie labky (literalmente patas de oso)
- lupáčik – rožok dulce hecho de masa grasa, a menudo decorada con semillas de amapola
- osie hniezda – dulce pastel espiral rollers
- fánky – sfrappole en Záhorie y Myjava en Epifanía
- šamrola – tubo de hojaldre relleno con las claras de huevo batidas con azúcar o crema batida y espolvoreado con azúcar.
- rezy (o zákusky) – tortas en una bandeja para hornear que se cortan en cuadrados o cubos.
  - bratislavské rezy – bizcocho, natillas al vapor, glaseado de chocolate cubierto con sirope dulce con sabor a ron.
  - grilážky – capas de oblea pegadas con griláž (azúcar quemada con mantequilla, nueces y leche condensada).
  - krémeš – hojaldre o dos hojas de hojaldre de miel, budín de vainilla y nata montada espolvoreada con azúcar (en el caso de las hojas de hojaldre de miel) o chocolate rallado.
  - metrový koláč (pastel de un metro)
  - novozámocké rezy – pastel de crema del piña.
  - oblíž prst, bizcocho de cacao, budín de vainilla y nieve de clara de huevo dulce espolvoreada con chocolate rallado.
  - perníkový koláč – bizcocho con sabor a pan de jengibre
  - pudingový koláč – bizcocho, budín y crema agria azucarada.
  - punčové rezy, bizcocho, capa de mermelada y glaseado de azúcar con aroma de punch encima.
  - Slovan rezy – bizcocho de cacao, crema pastelera y nata montada de caramelo.
  - žiarske rezy – bizcocho de cacao y excelente relleno de frutos secos.
  - žĺtkové rezy – pan dulce de nuez y glaseado de yema de huevo y azúcar.

### Pasteles saladas
- pagáč
- kapustník – pastel de caramelo de repollo
- barritas de bryndza queso

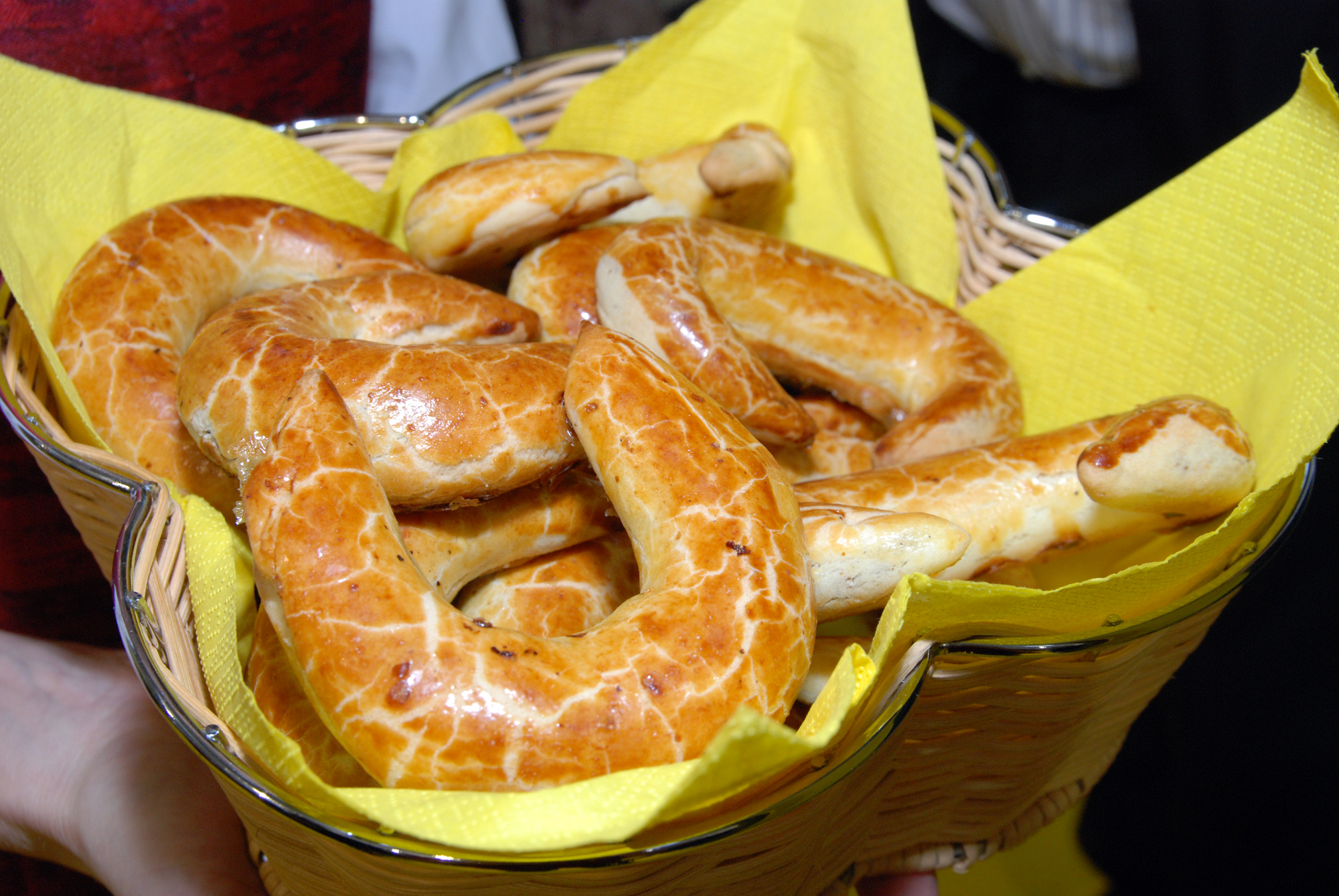
Bratislavské rožky
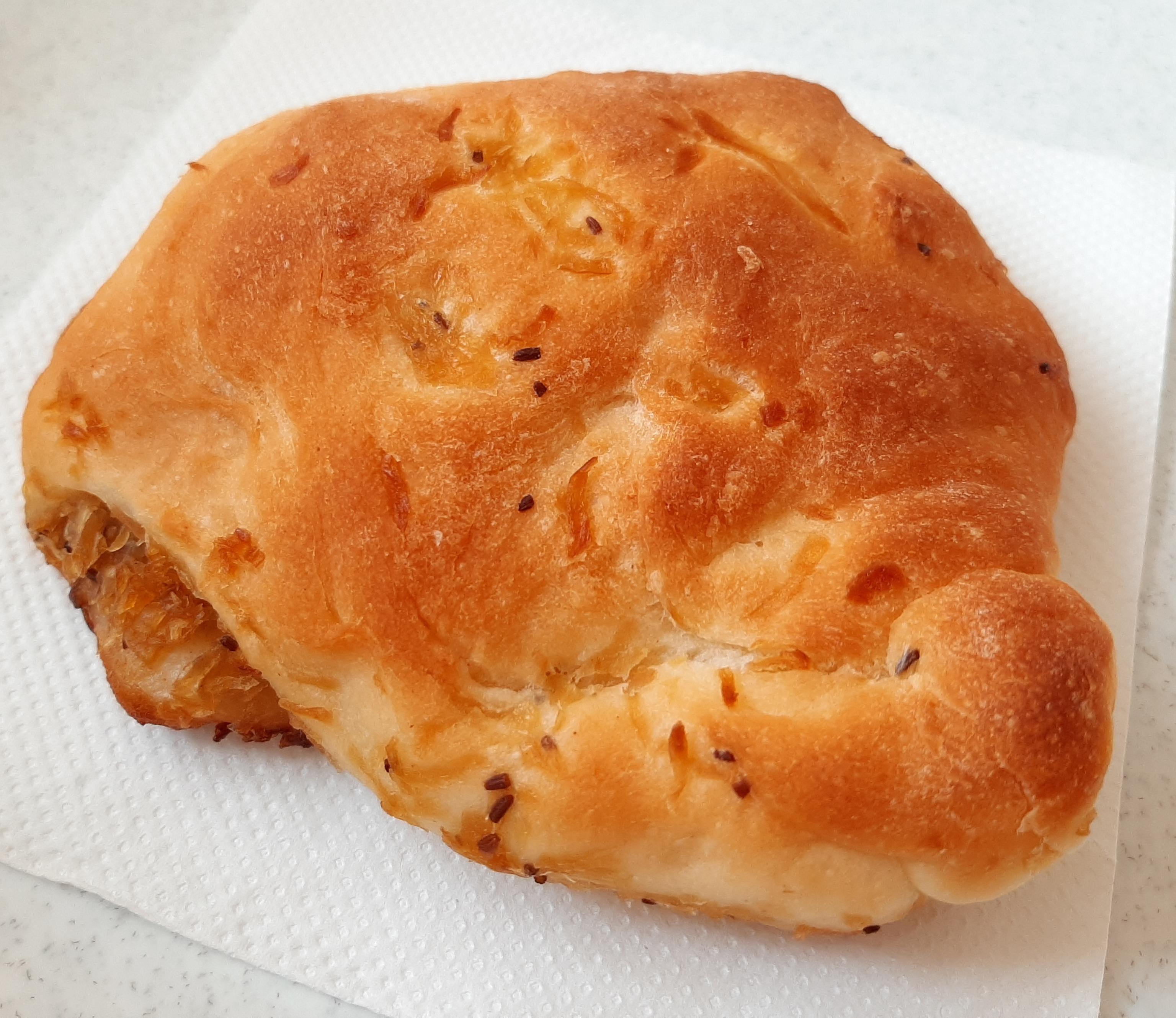
Kapustník dulce
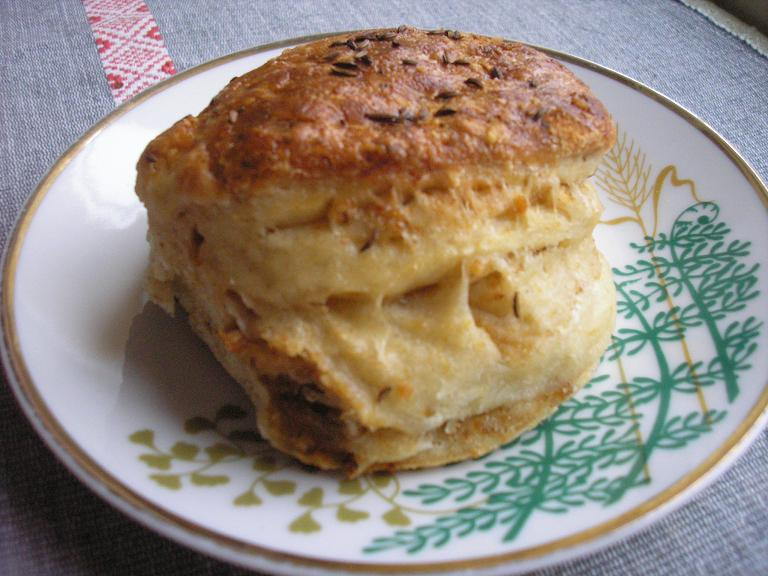
Pagáč
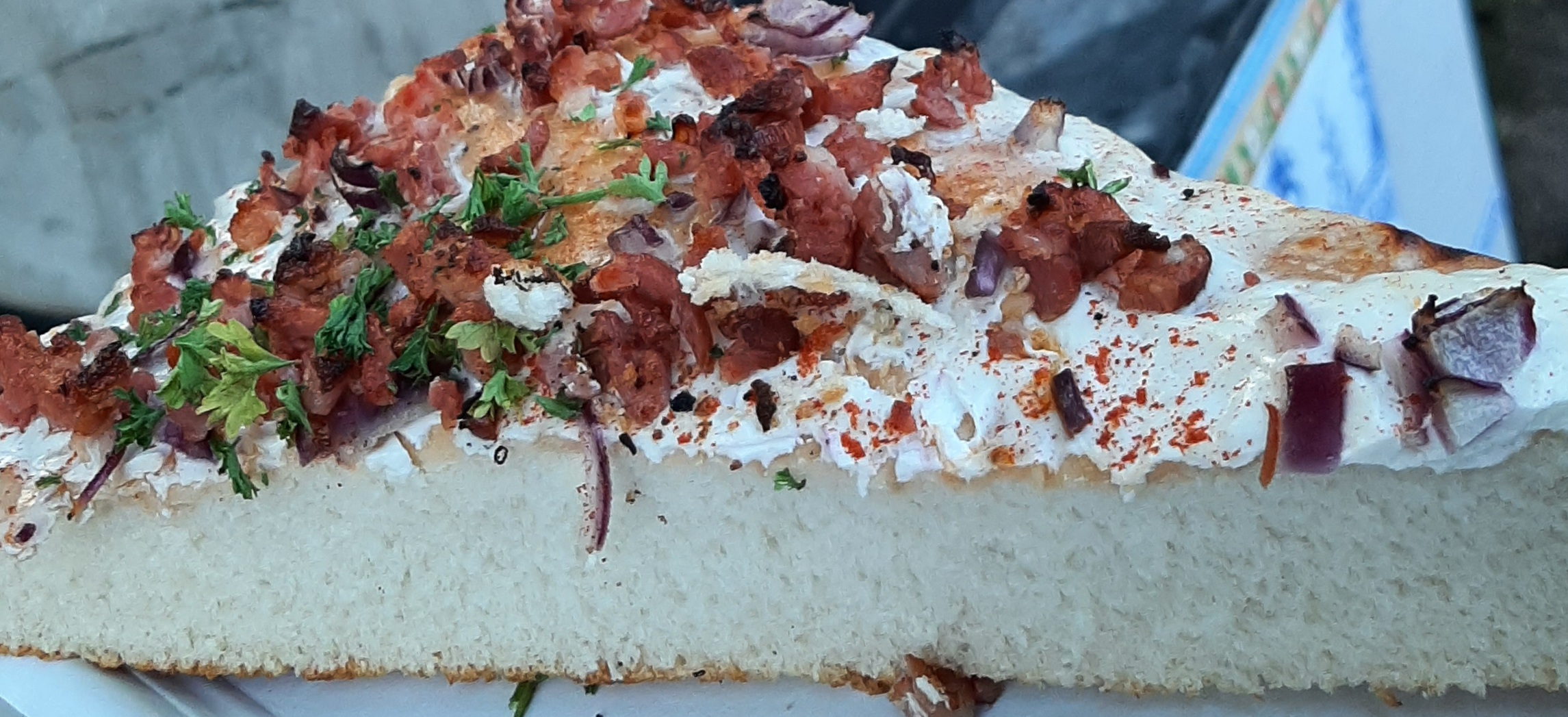
Podpecník con bryndza y tocino
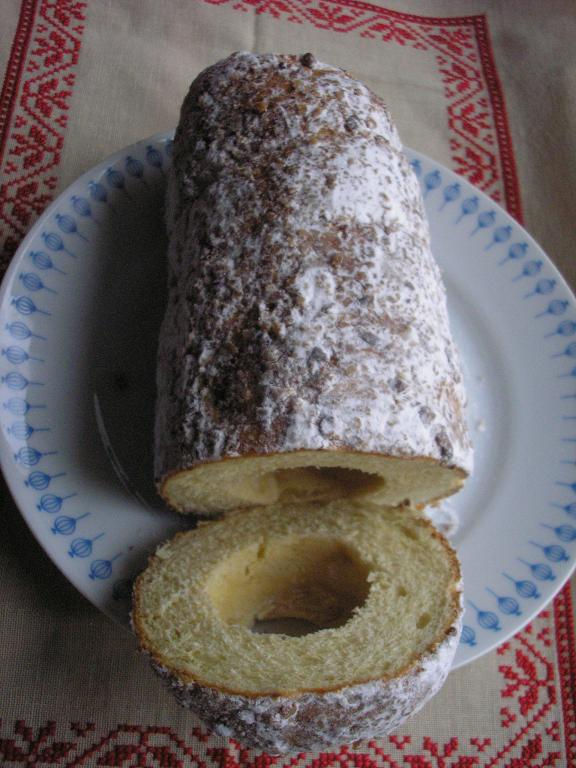
Skalický trdelník
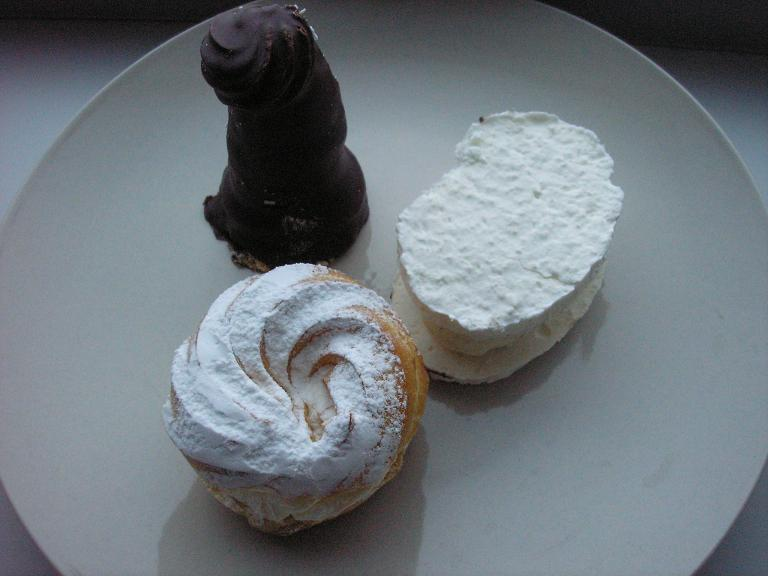
Spritz de licor, laskonka y corona de vainilla
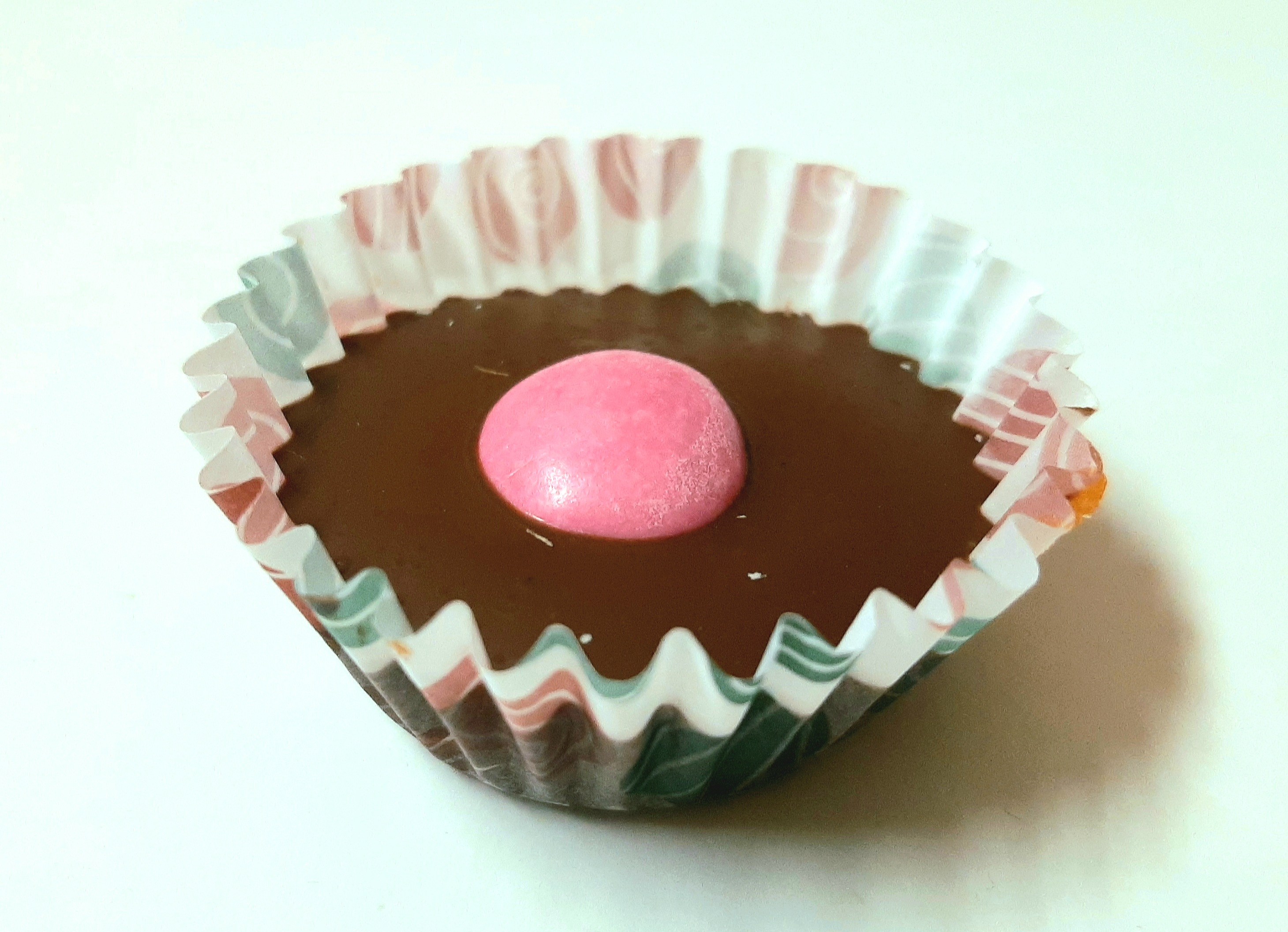
Šuhajda
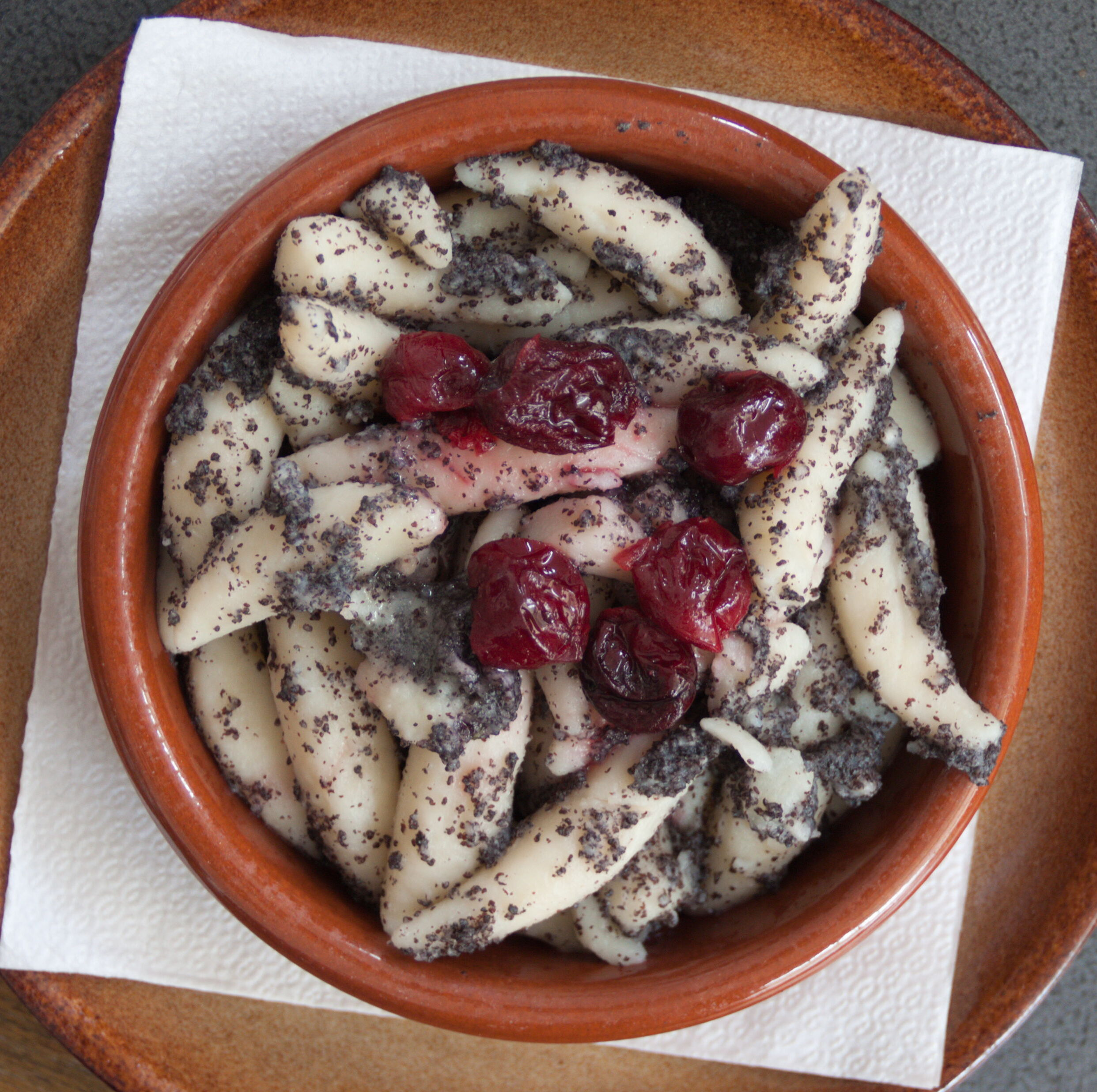
Šúľance con semillas de amapola
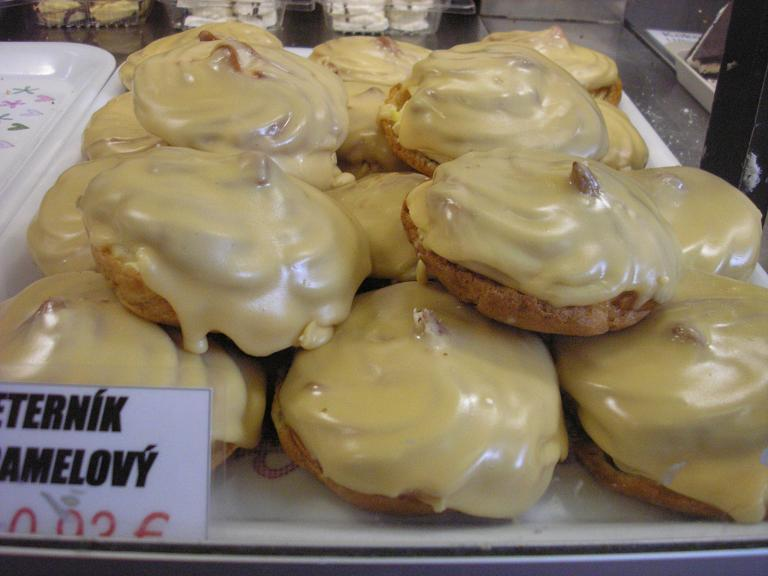
Veterník

## Bebidas
Es casi obligado una buena cerveza hecha con la típica receta eslovaca, que se considera importante como digestivo o una especie de «quemador de grasa». En las regiones de viñedos – una copa de vino de buena calidad acostumbra siempre acompañar la comida. Eslovaquia también produce buenos vinos espumosos.
Entre los licores más conocidos se encuentran «slivovica», «borovička» (brandy a base de enebro) y «demänovka» (un licor de hierbas).
La especialidad en invierno es el «hriate» (una bebida de miel con tocino o mantequilla, o caramelo en lugar de miel, y destilado).
El «café turco» es un café tradicional que se sirve en los hogares eslovacos.